# BRIS
Børns Rettigheder i Samfundet (BRIS; i Sverige Barnens rätt i samhället) er en dansk og en svensk interesseorganisation for børns rettigheder, oprettet i Danmark 1969 og med hovedsæde på Studiestræde 30 i København. BRIS i Sverige, med hovedsæde i Stockholm, blev oprettet i 1971 af forfatterne Gunnel Linde og Berit Hedeby.